# ストレンジ・ミュージック
ストレンジ・ミュージック（英語：Strange Music）は、アメリカ合衆国ミズーリ州に拠点を置く、インディーズヒップホップ系レーベルである。1999年に、ラッパーのテック・ナインとトラヴィス・オー・グインが、共同で創設した。現在はフォンタナ・ディストリビューションの傘下となっている。

## 契約アーティスト
- K.A.B.O.S.H.
- Tech N9ne
- Krizz Kaliko
- Big Scoob
- Stevie Stone
- ¡Mayday!
- Prozak
- Ces Cru
- Wrekonize
- Murs
- Darrein Safron
- JL B.Hood
- Mackenzie Nicole
- Bernz
- AboveWaves
- Joey Cool
- Jay Trilogy

## かつて契約していたアーティスト
- Project: Deadman
- Grave Plott
- Skatterman & Snug Brim
- Cognito
- Young Bleed
- Kutt Calhoun
- Jay Rock
- Brotha Lynch Hung
- Rittz